# Le canzoni che piacciono a lei
Le canzoni che piacciono a lei è un album discografico del cantante e attore italiano Johnny Dorelli pubblicato nel 1973 dalla CGD.

## Descrizione
Come recitano le note di copertina firmate da Catherine Spaak, il disco è composto interamente da cover, canzoni già note scelte direttamente dall'attrice tra le sue preferite e che ispirano il titolo del disco. L'album è l'ultimo da solista inciso da Dorelli per l'etichetta, visto che in seguito inciderà un album collaborativo con la allora consorte e la colonna sonora del musical Aggiungi un posto a tavola, il suo ultimo lavoro per la CGD.
Tra i brani inseriti nell'album classici della musica italiana come Emozioni, Un colpo al cuore, L'appuntamento, E penso a te, Mi sono innamorato di te, Bugiardo e incosciente e standard del pop internazionale come The Shadow Of Your Smile di Tony Bennett e People di Barbra Streisand.
Dall'album fu estratto un solo singolo a 45 giri, Clair/Strano, di cui solo il lato a inserito nell'album in quanto il lato b era già apparso nel singolo La farfalla impazzita.

## Edizioni
L'album è stato pubblicato in Italia nel 1973 dall'etichetta CGD con numero di catalogo CGD 69030, su LP e Stereo8 (quest'ultimo con una diversa disposizione delle tracce rispetto al vinile) e attualmente non è disponibile ne in digitale ne per lo streaming.

## Tracce
1. Emozioni
2. Un colpo al cuore
3. Ed io tra di voi
4. The shadow of your smile
5. Se tu non fossi qui
6. E penso a te
7. L'appuntamento
8. Bugiardo e incosciente
9. Io per lei
10. People
11. Mi sono innamorato di te
12. Clair